# VFW-Fokker 614
VFW-Fokker 614 (također i VFW 614) bio je putnički avion s dva mlazna motora projektiran i u manjem broju izgrađivan u njemačkoj tvrtki VFW-Fokker od početka do sredine 1970-ih. Izvorna namjena bila mu je zamjena DC-3. Prepoznatljiv je bio po motorima smještenim na nosačima iznad krila.  

## Povijesni razvoj i dizajn
VFW 614 prvobitno je prezentiran 1961. godine od strane Entwicklungsring Nord (ERNO) grupe (Focke -Wulf, Hamburger Flugzeugbau (HFB) i Weser) kao E.614, zrakoplov s 36 do 40 sjedala, pokretan s dva Lycoming PLF 1B-2 turbofen motora. Razvoj zrakoplova započeo je nakon reorganizacije zapadnonjemačke industrije i nastanka tvrtke Vereinigte Flugtechnische Werke (VFW) u Bremenu.
Iako je Lycoming odustao od motora PLF1, razvoj VFW-a nastavljen je pomoću turbofenskog Rolls-Royce/SNECMA M45H koji je izrađen specijalno za VFW 614. Godine 1968. projekt je, s udjelom od 80% od Zapadno Njemačke vlade dobio zeleno svjetlo. Proizvodnja zrakoplova odobrena je 1970. godine, u vrijeme spajanja VFW-a s Fokkerom. Radi podjele rizika ugovori su sklopljeni sa SIAT-om u Njemačkoj, Fairey-om i SABCA-om u Belgiji i Shortsom u Velikoj Britaniji. Za završno sklapanje zrakoplova planiran je bio Bremen.
Prvi od tri prototipa poletio je 14. srpnja 1971. Zrakoplov je bio nekonvencionalne konfiguracije, s dva tiha ali neprovjerena M45H turbofan motora montirana na nosačima iznad krila. S ovakvim dizajnom smanjena je težina konstrukcije koju bi donijeli motori smješteni na zadnjem dijelu trupa. Izbjegnuti su i problemi usisa radi motora preblizu tlu kada bi oni bili postavljeni ispod krila. Radi ovakve konstrukcije moguće je bilo ugraditi kratko i robusno podvozje, posebno pogodno za korištenje na slabo pripremljenim uzletno-sletnim stazama
Razvoj zrakoplova bio je dugotrajan i spor. Unatoč jakoj marketinškoj kampanji nije bilo narudžbi. Situaciji je otežao i stečaj Rolls-Roycea u 1971. godini što je dovelo u pitanje isporuku motora. Slijedio je gubitak prvog prototipa 1. veljače 1972. godine zbog nagle i nekontrolirane oscilacije krilaca radi njihovog nepravilnog balansa, što je dodatno pogoršalo stanje s narudžbama. Do veljače 1975. godine naručeno je samo deset zrakoplova. Prvi proizvodni VFW-614 poletio je u travnju 1975. a isporučen je danskom Cimber Airu četiri mjeseca kasnije.

## Uporaba
Samo četiri kompanije su u svoju flotu uključile nove VFW 614. Zrakoplov je bio preskup malim regionalnim prevoziteljima za čije potrebe je bio projektiran, a i početak konvencionalnih letova obilježili su problemi s motorima. Tri izrađena zrakoplova imala su probne letove ali nikada nisu isporučena dok su se četiri konstrukcije raspale prije završetka sklapanja. Program je službeno otkazan u 1977. godini, a posljednji neprodani zrakoplov poletio je u srpnju 1978. Većina zrakoplova bila su u uporabi do 1981. godine osim luftwaffeovog koji je prizemljen u 1999. godini i VFW-a 614 u uporabi DLR-a (Njem: Deutsches Zentrum für Luft- und Raumfahrt e.V.) za testiranje naprednih tehnologija u projektiranju zrakoplovnih sustava. Nakon dugogodišnjeg boravka u sjedištu DLR-a u Braunschweigu, zrakoplov (D-ADAM) je umirovljen u prosincu 2012. i izložen u zrakoplovnom muzeju u Oberschleißheimu u Njemačkoj (Deutsches Museum Flugwerft).

## Korisnici
Danska
- Cimber Air isporučena dva zrakoplova.

 Francuska
- Air Alsace isporučena tri zrakoplova.
- Touraine Air Transport je bio glavni operater s osam zrakoplova.

 Njemačka
- Luftwaffe isporučena tri zrakoplova.

## Tehničke karakteristike
Iz The Observer's Book of Aircraft, 1976.
|                                      | VFW 614                                                       |
| ------------------------------------ | ------------------------------------------------------------- |
| Putnici                              | 40-44                                                         |
| Maksimalna težina uzlijetanja        | 19.958 kg                                                     |
| Težina zrakoplova                    | 12.179 kg                                                     |
| Maksimalna visina leta               | 7.620 m                                                       |
| Brzina penjanja                      | 945 m/min                                                     |
| Dolet s maksimalnim korisnim teretom | 1.195 km (s 40 putnika)                                       |
| Brzina krstarenja                    | 722 km/h                                                      |
| Dužina                               | 20,60 m                                                       |
| Razmah krila                         | 21,50 m                                                       |
| Visina                               | 7,82 m                                                        |
| Širina trupa                         |                                                               |
| Motori (2 x)                         | Rolls-Royce/Snecma M45H Mk.501 turbofen motori, 33,2 kN svaki |

## Vanjske poveznice
- Airliners.net slike
- Prijatelji VFW-614  Arhivirana inačica izvorne stranice od 7. veljače 2004. (Wayback Machine)
- Slike VFW614
- [neaktivna poveznica]